# Липень 2011
Ли́пень 2011 — сьомий місяць 2011 року, що розпочався у п'ятницю 1 липня та закінчився в неділю 31 липня.

## Події
- 1 липня
  - ФІДЕ оприлюднила черговий щомісячний рейтинг-лист Ело.[1]
  - Польща стала країною-президентом Ради Європейського Союзу.[2]
- 2 липня
  - Чеська тенісистка Петра Квітова вперше перемогла у жіночому одиночному розряді Вімблдону, здолавши Марію Шарапову.[3]
  - Князь Монако Альбер II обвінчався з Шарлін Віттсток.[4]
- 3 липня
  - Сербський тенісист Новак Джокович вперше переміг у чоловічому одиночному розряді Вімблдонського турніру, перемігши Рафаеля Надаля.[5]
  - Володимир Кличко переміг у Гамбурзі британця Девіда Хея. Таким чином, брати Клички володіють усіма титулами у надважкій вазі.[6] (2 липня за Гринвічем, а точніше в ніч на 3 липня за київським часом.)
  - В Білорусі відбулися чергові мирні протести, внаслідок яких сотні людей було затримано.[7][8]

- 4 липня

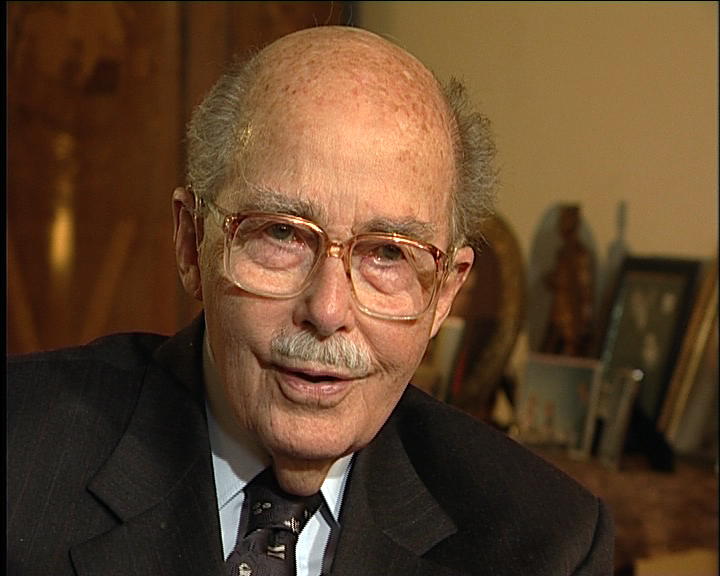
Отто фон Габсбург

  - У віці 98 років помер голова роду Габсбургів — Отто фон Габсбург.
- 5 липня
  - Пилова буря накрила місто Фінікс у США[9].
  - Крістін Лаґард розпочинає керувати МВФ.[10]
  - На Іо під поверхнею виявили цілий океан рідкої магми.[11]

- 6 липня

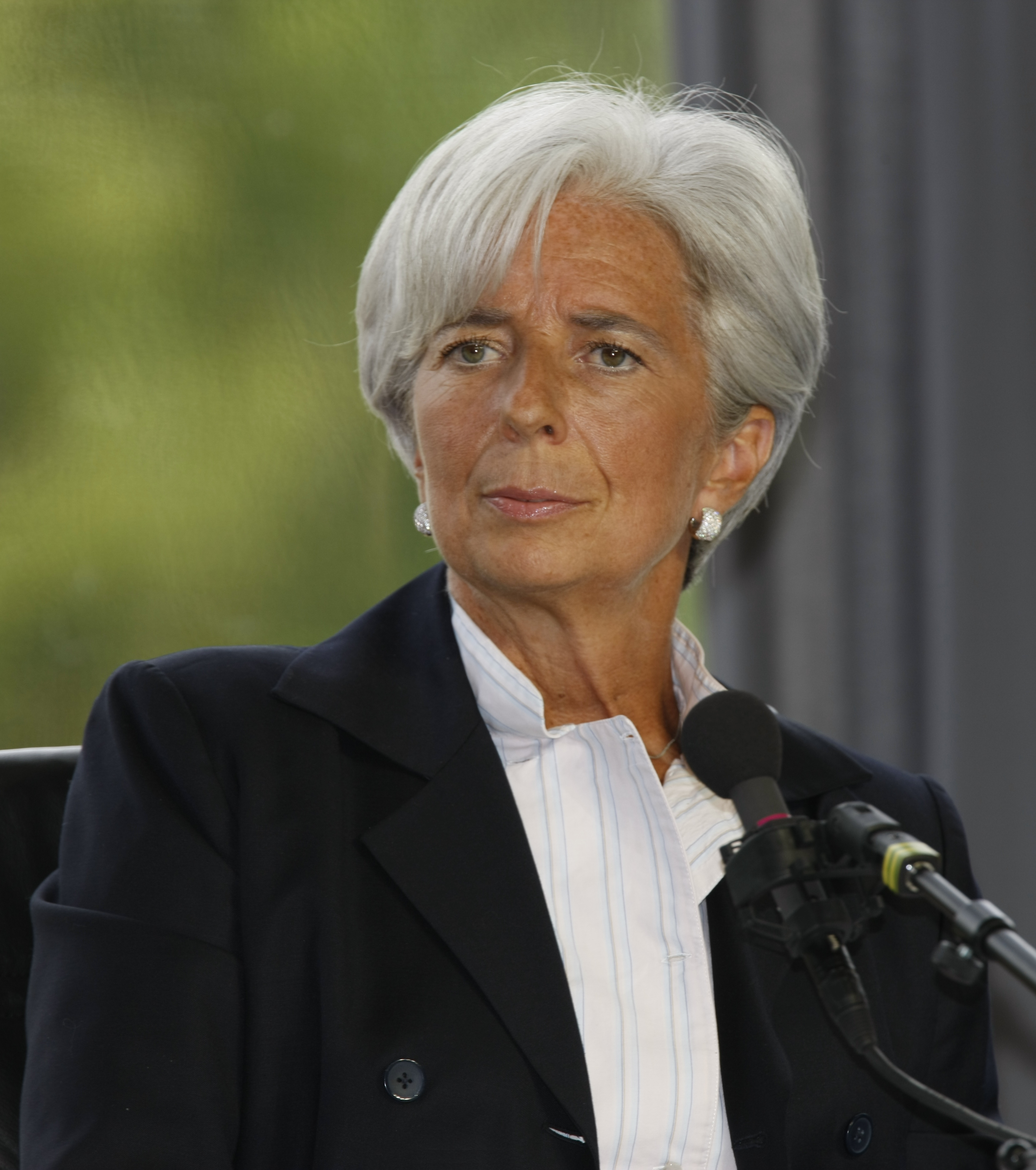
Крістін Лаґард

  - Столицею XXIII Зимових Олімпійських ігор став Пхьончхан.[12]
- 7 липня
  - На японській атомній електростанції Фукусіма-2 загорівся реактор.[13]
- 8 липня

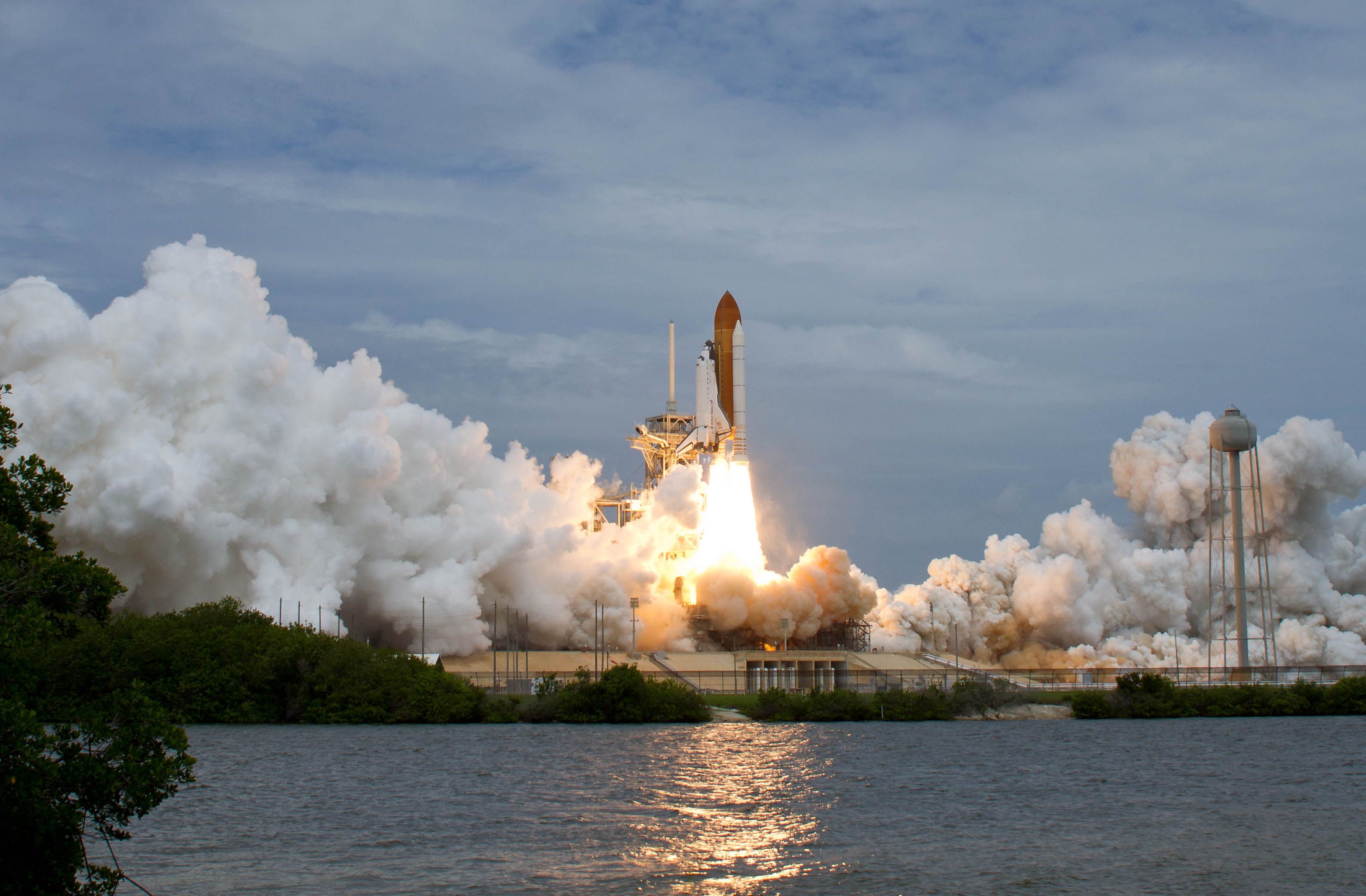
Космічний човник Атлантіс перед початком своєї останньої місії 8 липня.

  - Космічний човник Атлантіс розпочав свою останню місію STS-135.[14]
  - Хірурги вперше пересадили штучну трахею.[15]
  - У Демократичній Республіці Конго розбився пасажирський літак.[16]

- 9 липня

Прапор Південного Судану

  - Жіноча збірна Німеччини з футболу (чемпіон світу 2003 та 2007 років) зазнала поразки від японської збірної у чвертьфіналі шостого Чемпіонату світу з футболу серед жінок, що проходив у Німеччині.[17]
  - Південний Судан став незалежною державою.[18]
- 10 липня
  - Внаслідок пожежі в інтернаті в Рівненській області загинуло 16 осіб.[19]
  - На Волзі затонув круїзний теплохід «Булгарія» — загинуло не менше 43 пасажирів.[20]
  - У Гватемалі застрелили відомого аргентинського поета та співака Факундо Кабраля.[21]
  - Вийшов останній номер щотижневої британської газети News of the World, що випускалася впродовж більше ніж 167 років і припинила існування внаслідок скандалу з прослуховуванням телефоних розмов.[22]
- 11 липня
  - У світовій пресі здійнялися дискусії у зв'язку з врученням Путіну німецької премії Квадрига.[23]
  - Близько 350 жителів болгарського міста Дебелець евакуювали у зв'язку з розливом токсичних відходів з турецького трейлера, який потрапив у ДТП[24].
  - Дмитро Табачник скоротив держзамовлення до Києво-Могилянської Академії та Львівського Національного Університету.[25]
  - Вперше з часів існування «Тур де Франс» у пелотоні з'являться відразу двоє велосипедистів із червоним номером[26].
  - Останній номер британської газети News of the World, закритою в результаті низки скандалів, розійшовся рекордним тиражем в 4,5 мільйонів екземплярів[27].
  - У США зафіксовано першу смерть від кишкової палички E. coli.[28]
  - Під час виступу співачки Ріанна на сцені у Далласі спалахнула пожежа[29].
  - Внаслідок вибухів на військово-морській базі Кіпру загинули від 12 до 17 людей[30].
  - Збірна України перемогла у командному заліку на Європейській першості з плавання серед паралімпійців.[31]
  - У Томській області Росії внаслідок аварійної посадки літака Ан-24 загинуло 7 людей.[32]
  - Вікторія Бекхем народила дівчинку, яку вона та її чоловік Девід назвали — Гарпер Севен.[33]

- 12 липня

Руслан Зайченко

  - Брат президента Афганістану Ахмад Валі Карзай убитий у вівторок в Кандагарі[34].
  - Українська паралімпійська збірна з плавання перемогла на чемпіонаті Європи, що проходив у Берліні.[35][36]
  - На 48-му році життя помер один із лідерів УНА-УНСО Руслан Зайченко.[37]
  - Традиційний парад протестантів, який в Північній Ірландії відбувається щороку 12 липня на честь битви на річці Бойн, розпочався у Белфасті із заворушень та сутичок з поліцією[38].
  - Сорок дітей отруїлись в Болгарії, серед них десятеро українців. Усі вони потрапили до інфекційного відділення обласної лікарні Бургаса[39].
  - На Синайському півострові підірвали газопровід, який постачає природний газ в Ізраїль та Йорданію[40].
  - У Москві за адресою Сигнальний проїзд, будинок 18-Б здійснили спробу підпалу синагоги[41].
- 13 липня
  - Внаслідок терористичної атаки в індійському місті Мумбаї загинуло щонайменше 18 осіб та більше 130 — травмовано.[42]
  - Національрат вирішив включити у рядок гімну Австрії «Ти — Батьківщина великих синів» (нім. «Heimat bist du großer Söhne») згадку про «дочок» задля гендерної рівності.[43]
- 14 липня
  - Південний Судан став 193-ім членом ООН.[44]
  - У Києві почався перший в Україні конгрес есперантистів — Всесвітній молодіжний конгрес есперанто. (14—21 липня)

- 15 липня

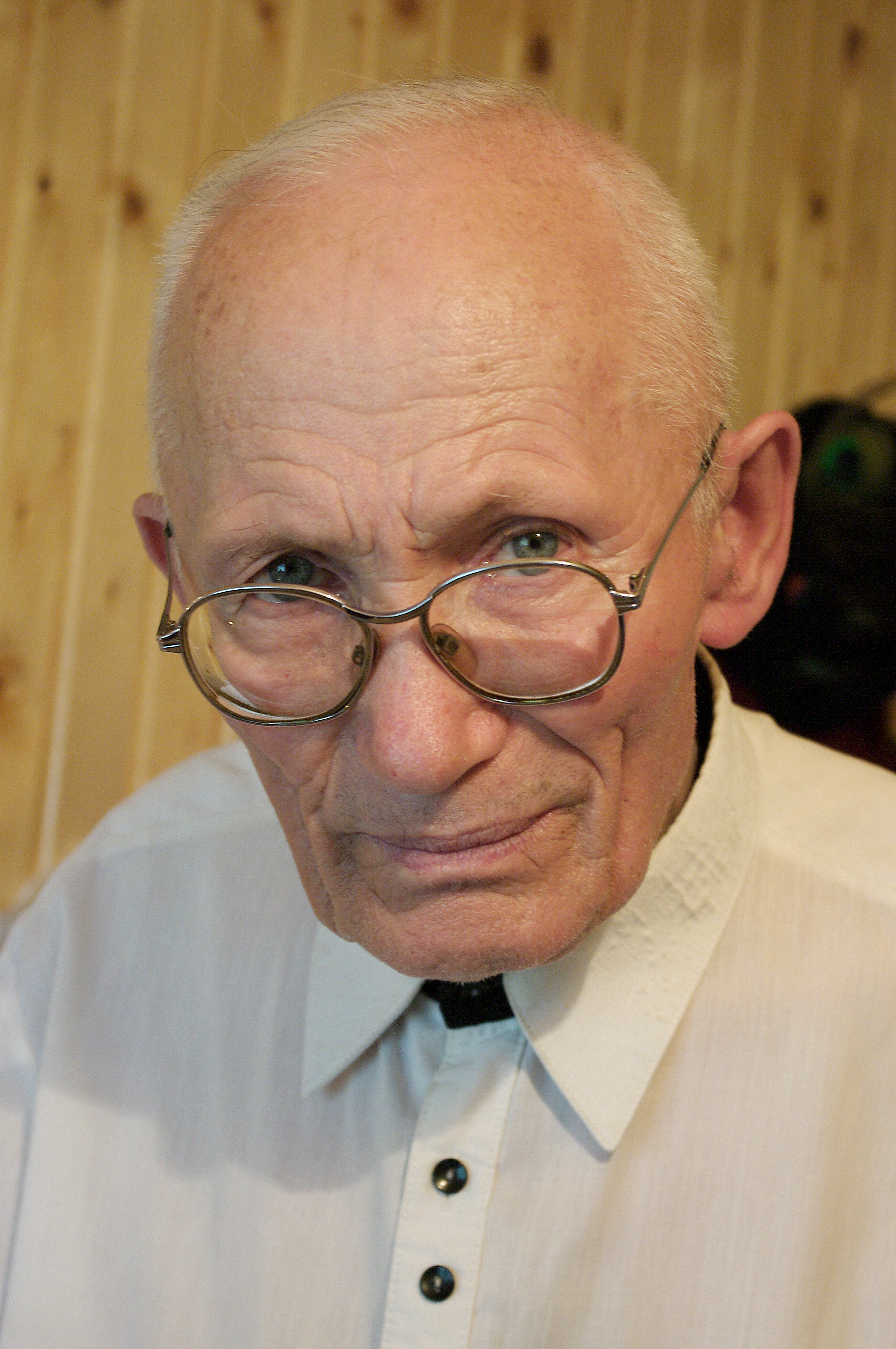
Михайло Нечай

  - На Прикарпатті релігійний фанатик вбив останнього мольфара.[45][46][47]
- 16 липня
  - Розпочався чотирнадцятий Чемпіонат світу з водних видів спорту, що проходив в Шанхаї, Китайська Народна Республіка.[48]
  - Після сильної критики рішення щодо вручення Володимиру Путіну німецької премії Квадрига, було вирішено взагалі нікого не нагороджувати останньою в цьому році.[49]
  - На Волзі почалася активна фаза операції з підйому «Булгарії».[50]
- 17 липня
  - Жіноча збірна Японії з футболу стала чемпіоном світу 2011 року, обігравши американську збірну у серії одинадцятиметрових ударів з рахунком 3:1.[51]
- 18 липня
  - НАТО змінило командування в Афганістані.[52]
  - За «допомогою» пошуковика Яндекс стався витік у відкритий доступ СМС-повідомлень абонентів оператора МегаФон.[53]
- 20 липня
  - У Києві, Львові та Донецьку пройшли акції солідарності із протестами у Білорусі.[54][55][56]
  - ООН оголосила голод у Сомалі.[57]

- 21 липня
  - Космічний човник Атлантіс завершив свою останню місію STS-135.[58]
  - Аналіз знімків американського телескопа «Габбл» дозволив відкрити четвертий супутник Плутона. Він отримав робочу назву Р4.[59]
  - Епідемія СНІДу в Україні набуває ознак виходу із груп ризику на загальне населення.[60]
  - У сирійському місті Хомс сили безпеки ведуть бої проти опозиції.[61]
- 22 липня
  - У центрі Осло і на острові Утея скоєно теракти. Загалом загинуло 76 осіб.[62][63][64]
  - У центральних та східних частинах Сполучених Штатів Америки триває сильна спека.[65]

- 23 липня

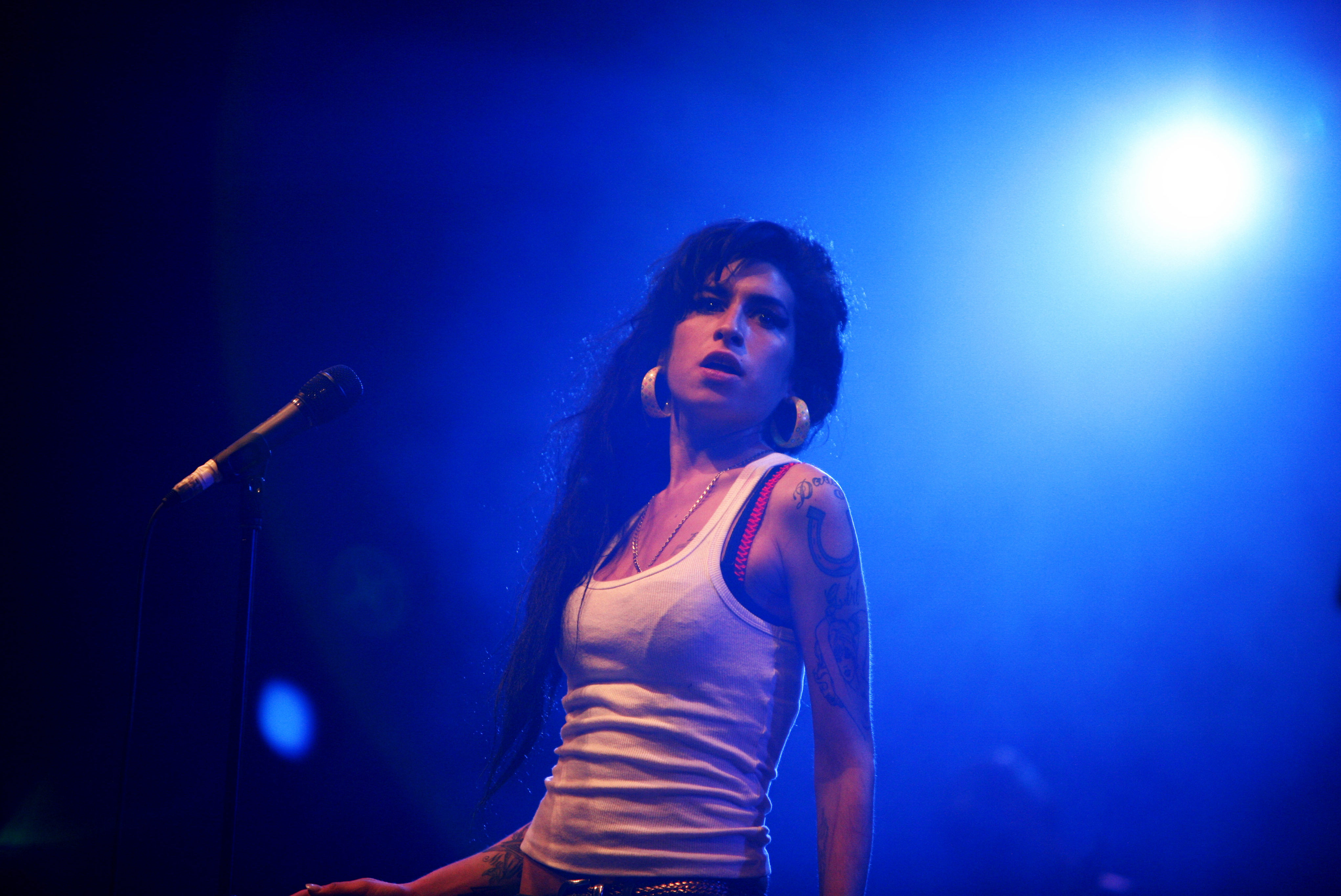
Емі Вайнгауз

  - В Китаї загинуло кілька десятків людей унаслідок зіткнення двох пасажирських потягів.[66][67]
  - Померла англійська співачка Емі Вайнгауз.[68]
  - Норвегія відновлює прикордонний контроль для країн Шенгенської зони.[69]
- 25 липня
  - У Польщі затримано ймовірного посібника норвезького терориста Андерса Беринга Брейвіка.[70]
- 26 липня
  - Вчені виявили у ДНК стовбурових клітин мишей сьому та восьму азотисті основи, що є похідними цитозину.[71]
  - Інститут імені Роберта Коха оголосив про завершення епідемії кишкової палички в Німеччині майже через три місяці після її початку.[72]
- 28 липня
  - Командувача лівійський повстанців генерала Абдула Фатаха Юніса було вбито внаслідок організованого замаху.[73]
  - У Південній Кореї близько 70 загиблих через повені.[74]
  - У Сомалі відбулися збройні сутички після доставки харчів.[75]
  - Уряд Кіпру у повному складі пішов у відставку на тлі громадського обурення масштабним вибухом на складі військово-морської бази.[76]
- 29 липня
  - У місті Суходільську на Луганщині вночі стався вибух у шахті «Суходільськ-Східна», 17 загиблих.[77]
  - У місті Макіївці Донецької області на шахті ім. Бажанова сталося обвалення надшахтної споруди. 1 людина загинула, 8 поранених.[78]
- 31 липня
  - Не менше 100 людей було вбито внаслідок військової операції сирійської армії у місті Хама.[79]
  - Завершився Чемпіонат світу з водних видів спорту в Шанхаї, на якому Україна здобула одну бронзову медаль.[48]